# Iglesia de San Francisco (Intramuros)
La Iglesia de San Francisco fue una iglesia franciscana ubicada de las calles de San Francisco y Solana en la ciudad amurallada de Intramuros, Manila, Filipinas. La iglesia, que solía ser el centro de los franciscanos misioneros en las Filipinas, fue destruida durante la Segunda Guerra Mundial. El sitio ha sido ocupado por la Universidad de Mapúa posteriormente la guerra.

## Historia
Cuando los franciscanos llegaron en las Filipinas en 1578, se construyó una iglesia hecha de nipa, bambú y madera, la cual fue inaugurada el 2 de agosto y fue dedicada a la Virgen de los Ángeles. En el 5 de noviembre de, 1739, se colocó la primera piedra de una nueva iglesia hecha de ese material. La iglesia fue destruida en los bombardeos de Manila durante la Segunda Guerra Mundial. La estatua de San Antonio de Padua en el patio del Santuario de San Antonio, en el Parque Forbes, Makati, fue lo único que sobrevivió los estragos de la guerra. Desde la Segunda Guerra Mundial, el sitio ha sido ocupado por el Instituto de Tecnología de Mapúa, actualmente llamado Universidad de Mapúa.